# هسهایم
هسهایم (به آلمانی: Heßheim) یک شهر در آلمان است که در راین-پفلاتس-کرایس واقع شده‌است. هسهایم ۳٬۰۴۱ نفر جمعیت دارد.